# The Blacklist
The Blacklist es una serie de televisión estadounidense de género dramático creada por Jon Bokenkamp y protagonizada por James Spader, Megan Boone, Diego Klattenhoff y Ryan Eggold. Fue estrenada el 23 de septiembre de 2013 por la cadena NBC. En febrero de 2022, la serie fue renovada para una décima temporada, que se estrenó el 26 de febrero de 2023. En febrero de 2023, se anunció que la décima temporada sería la última de la serie. La serie finalizó el 13 de julio de 2023.

## Argumento
Cuando Raymond Reddington (James Spader), un excéntrico millonario recursista y uno de los criminales más buscados se rinde en la sede del FBI, afirma tener los mismos intereses que ellos: deshacerse de los criminales y terroristas más peligrosos. 
Reddington asegura que cooperará pero solo hablará con Elizabeth Keen (Megan Boone), una agente novata especializada en análisis de perfiles criminales. Elizabeth cuestiona a Reddington su repentino interés por ella pero él solo responde que es alguien muy especial. Después de que el FBI derrota a un sanguinario terrorista del cual les dio información, Reddington revela que este terrorista es sólo el primero de muchos. En las últimas dos décadas, ha hecho una lista de los criminales y terroristas más peligrosos y por lo tanto más importantes, una lista que el FBI no sabía que existía, a la cual Reddington llama "La lista negra".
Elizabeth Keen se siente fascinada al principio por la astucia, recursos,  inteligencia y sagacidad de Reddington; pero a medida que transcurre la historia empieza a descubrir que este peculiar y circunspecto personaje manipula al FBI hasta hacerlo dependiente, también a ella y su vida personal, todo para sus propios fines y que además guarda un secreto acerca de Keen y su pasado.

## Reparto
| Actor             | Personaje                | Temporada  | Temporada  | Temporada | Temporada | Temporada | Temporada | Temporada  | Temporada | Temporada | Temporada |
| Actor             | Personaje                | 1          | 2          | 3         | 4         | 5         | 6         | 7          | 8         | 9         | 10        |
| ----------------- | ------------------------ | ---------- | ---------- | --------- | --------- | --------- | --------- | ---------- | --------- | --------- | --------- |
| James Spader      | Raymond «Red» Reddington | Principal  | Principal  | Principal | Principal | Principal | Principal | Principal  | Principal | Principal | Principal |
| Megan Boone       | Elizabeth Keen           | Principal  | Principal  | Principal | Principal | Principal | Principal | Principal  | Principal |           |           |
| Diego Klattenhoff | Donald Ressler           | Principal  | Principal  | Principal | Principal | Principal | Principal | Principal  | Principal | Principal | Principal |
| Ryan Eggold       | Tom Keen                 | Principal  | Principal  | Principal | Principal | Principal |           |            |           |           |           |
| Parminder Nagra   | Meera Malik              | Principal  |            |           |           |           |           |            |           |           |           |
| Harry Lennix      | Harold Cooper            | Principal  | Principal  | Principal | Principal | Principal | Principal | Principal  | Principal | Principal | Principal |
| Amir Arison       | Aram Mojtabai            | Recurrente | Principal  | Principal | Principal | Principal | Principal | Principal  | Principal | Principal |           |
| Mozhan Marnó      | Samar Navabi             |            | Principal  | Principal | Principal | Principal | Principal |            |           | Invitada  |           |
| Hisham Tawfiq     | Dembe Zuma               | Recurrente | Recurrente | Principal | Principal | Principal | Principal | Principal  | Principal | Principal | Principal |
| Laura Sohn        | Alina Park               |            |            |           |           |           |           | Recurrente | Principal | Principal |           |
| Anya Banerjee     | Siya Malik               |            |            |           |           |           |           |            |           |           | Principal |

## Episodios
| Temporada | Temporada | Episodios | Episodios | Emisión original         | Emisión original    |
| Temporada | Temporada | Episodios | Episodios | Primera emisión          | Última emisión      |
| --------- | --------- | --------- | --------- | ------------------------ | ------------------- |
|           | 1         | 22        | 22        | 23 de septiembre de 2013 | 12 de mayo de 2014  |
|           | 2         | 22        | 22        | 22 de septiembre de 2014 | 14 de mayo de 2015  |
|           | 3         | 23        | 23        | 1 de octubre de 2015     | 19 de mayo de 2016  |
|           | 4         | 22        | 22        | 22 de septiembre de 2016 | 18 de mayo de 2017  |
|           | 5         | 22        | 22        | 27 de septiembre de 2017 | 16 de mayo de 2018  |
|           | 6         | 22        | 22        | 3 de enero de 2019       | 17 de mayo de 2019  |
|           | 7         | 19        | 19        | 4 de octubre de 2019     | 15 de mayo de 2020  |
|           | 8         | 22        | 22        | 13 de noviembre de 2020  | 23 de junio de 2021 |
|           | 9         | 22        | 22        | 21 de octubre de 2021    | 27 de mayo de 2022  |
|           | 10        | 22        | 22        | 26 de febrero de 2023    | 13 de julio de 2023 |

## Producción

### Desarrollo
En el verano de 2012, NBC compró el guion de Sony Pictures Television para un posible nuevo piloto, centrado en un criminal basado en Keyser Soze, el personaje interpretado por Kevin Spacey en la película The Usual Suspects, que se entrega al FBI solicitando a trabajar con un agente particular. La cadena dio luz verde para producir un episodio piloto el 22 de enero de 2013. El 4 de octubre de 2013, la NBC ordenó 9 episodios complementarios, dándole así una temporada completa de 22 episodios.
En 2014, Netflix hizo un acuerdo masivo para transmitir The Blacklist. Se estima que el gigante del streaming hizo "el mayor acuerdo de suscripción de video a pedido para una serie de televisión" de todos los tiempos, con una exuberante cifra que rondó los $2 millones de dólares por episodio.
El 3 de diciembre de 2013, la serie fue renovada para una segunda temporada de 22 episodios que fue estrenada el 22 de septiembre de 2014. El 5 de febrero de 2015, la NBC renovó la serie para una tercera temporada, que fue estrenada el 1 de octubre de 2015 y consta de 23 episodios. El 7 de diciembre de 2015, NBC anunció la renovación de la serie para una cuarta temporada, que fue estrenada el 22 de septiembre de 2016.
El 11 de mayo de 2017, NBC renovó la serie para una quinta temporada. El 12 de mayo de 2018, NBC renovó la serie para una sexta temporada. El 11 de marzo de 2019, NBC renovó la serie para una séptima temporada. En noviembre de 2020, en medio de la pandemia mundial del COVID-19, la serie estreno su octava temporada y en enero de 2021, NBC renueva para una novena temporada.
El 22 de febrero de 2022, NBC renovó la serie para una décima temporada. La décima temporada se estrenó el 26 de febrero de 2023. El 1 de febrero de 2023, se anunció que la décima temporada sería la última de la serie.

### Casting
El 1 de marzo de 2013 Megan Boone fue la primera en unirse al elenco para el papel de Elizabeth Keen, la agente que se ve obligada a colaborar con el criminal Raymond Reddington. El 11 de marzo, Ryan Eggold fue contratado para interpretar a Tom, el esposo de Elizabeth y el 12 de marzo se anunció que James Spader interpretaría a Raymond "Red" Reddington.
En los días siguientes también fueron contratados Harry Lennix para interpretar a Harold Cooper, el director adjunto de la división antiterrorismo del FBI; Ilfenesh Hadera y Diego Klattenhoff como los agentes Jennifer Palmer y Donald Ressler, respectivamente.
El 25 de julio de 2013, Parminder Nagra se unió al elenco principal interpretando a la agente de la CIA, Meera Malik.
Para la segunda temporada, Amir Arison fue promovido al elenco principal de la serie. Así mismo, se anunció que Mozhan Marnó se uniría al elenco principal interpretando a Samar Navabi, una exagente del Mossad y espía increíblemente intuitiva que antagoniza con Raymond Reddington.

Galería de imágenes de la serie The Blacklist
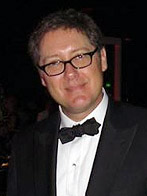
James Spader como "Red" Reddington.
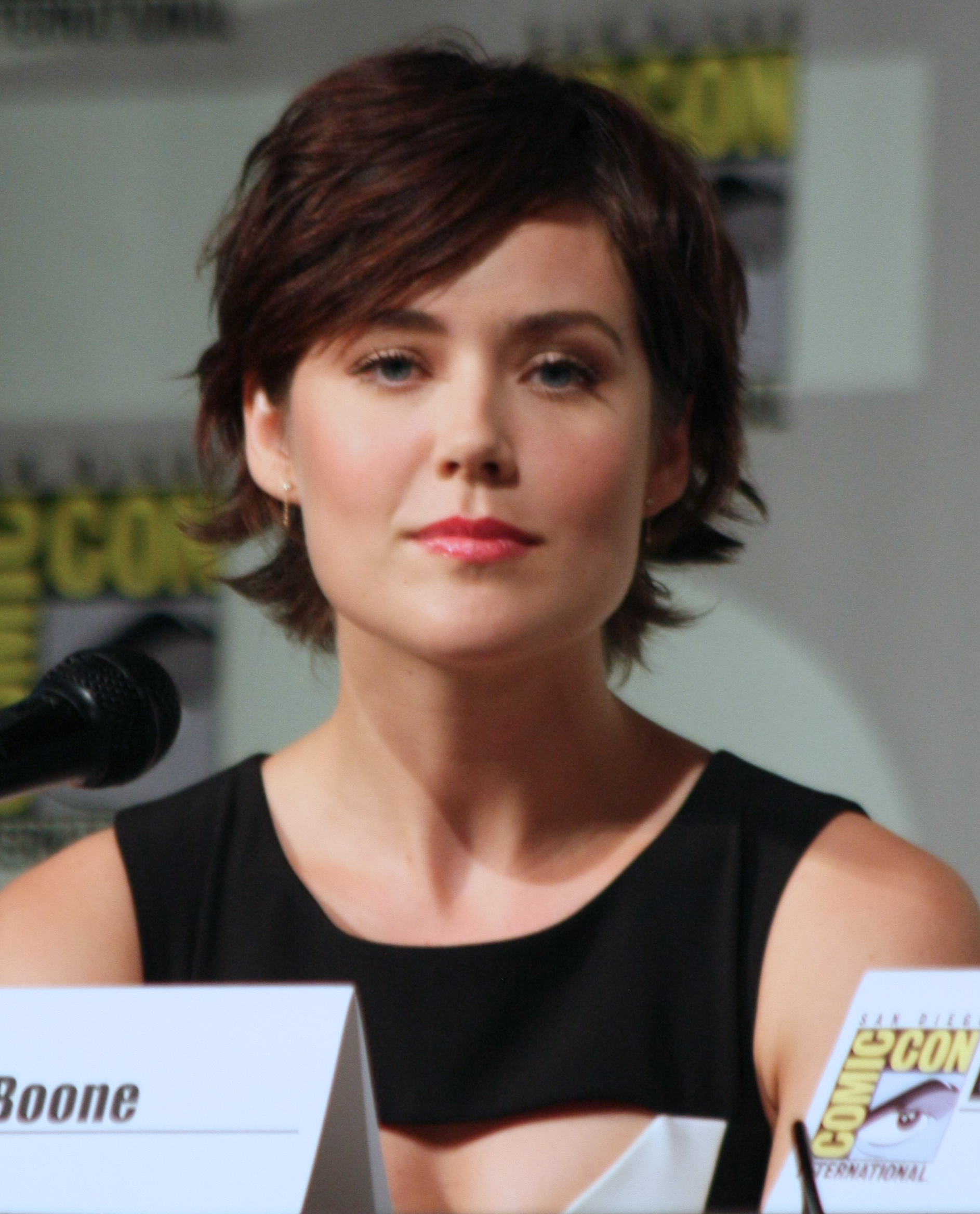
Megan Boone como la analista "Lizz" Keen.
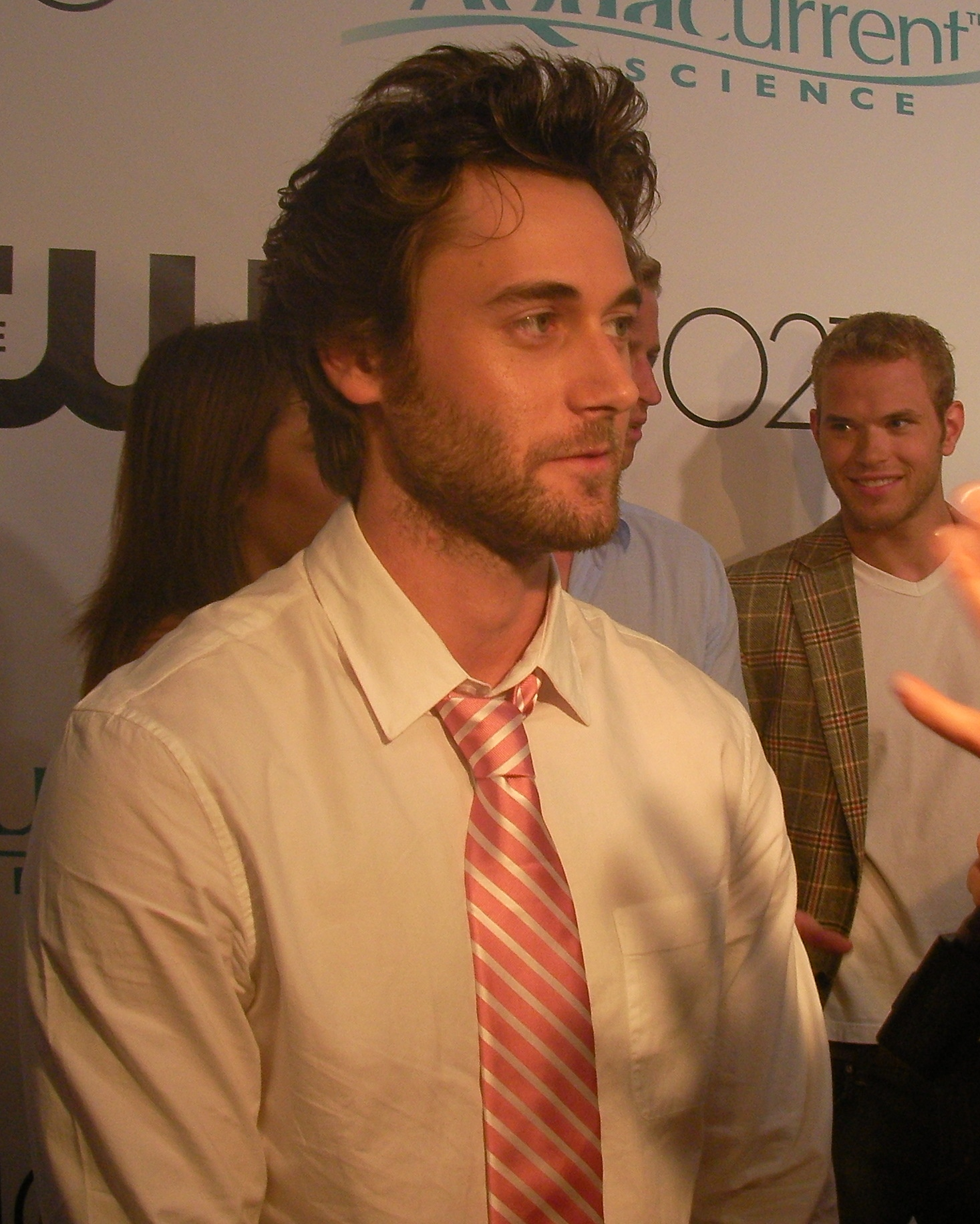
Ryan Eggold como Tom Keen.
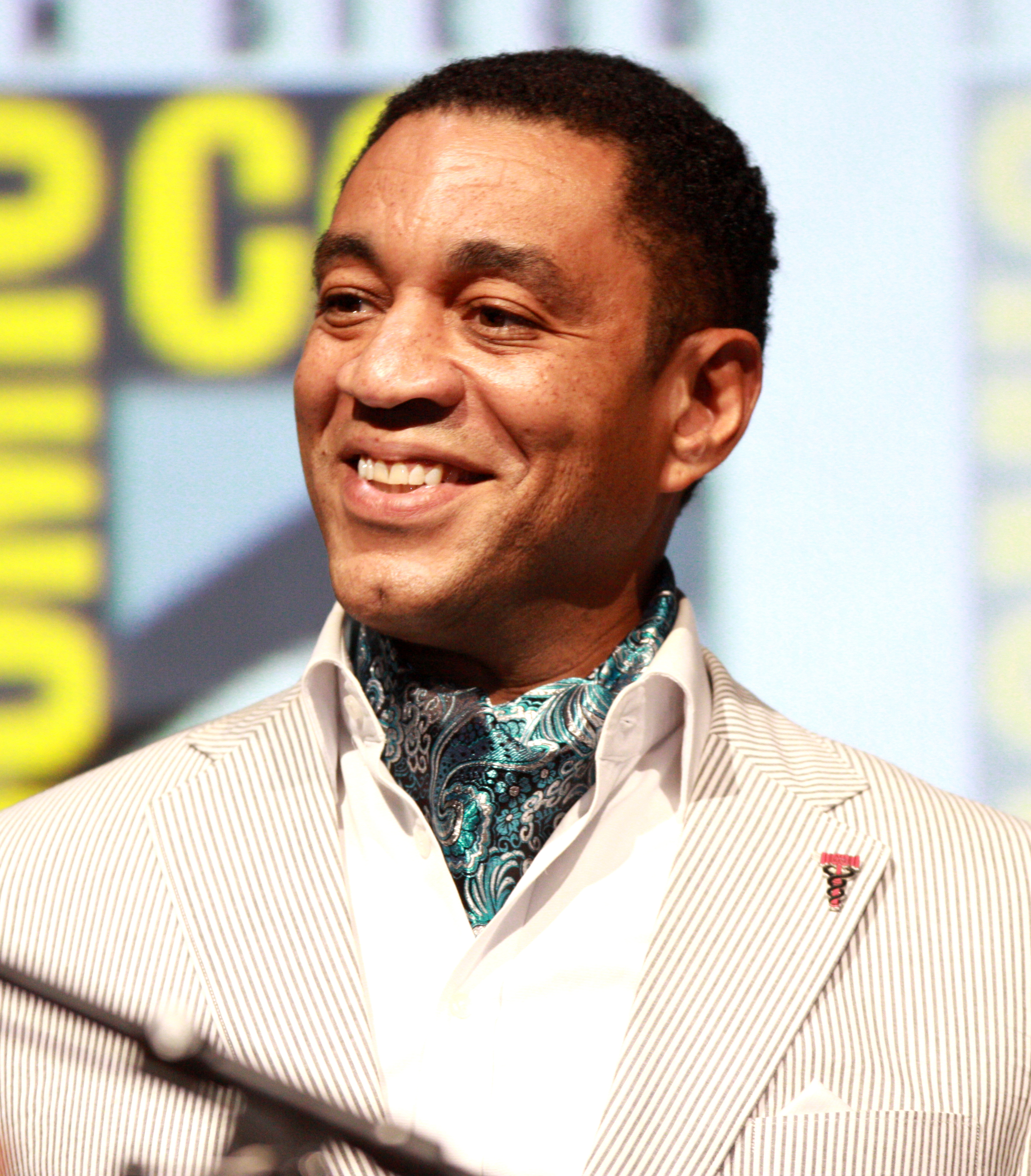
Harry Lennix como "Jefe" Harold Cooper.
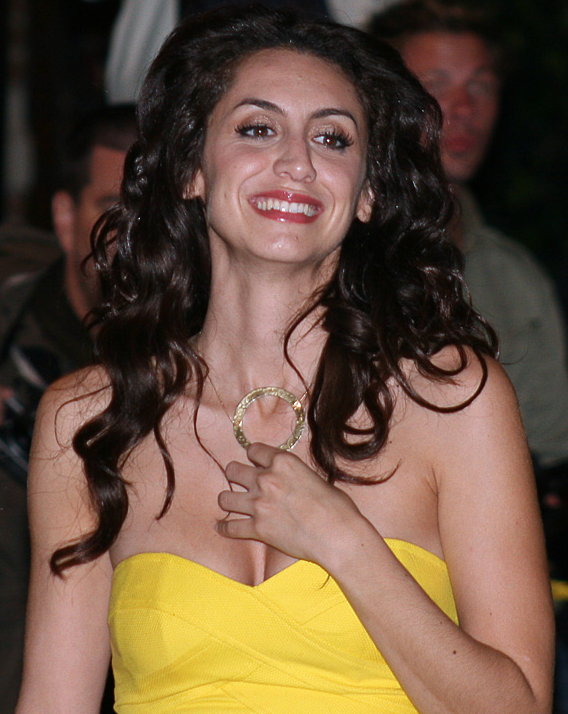
Mozhan Marnó como la agente Samar Namabi.
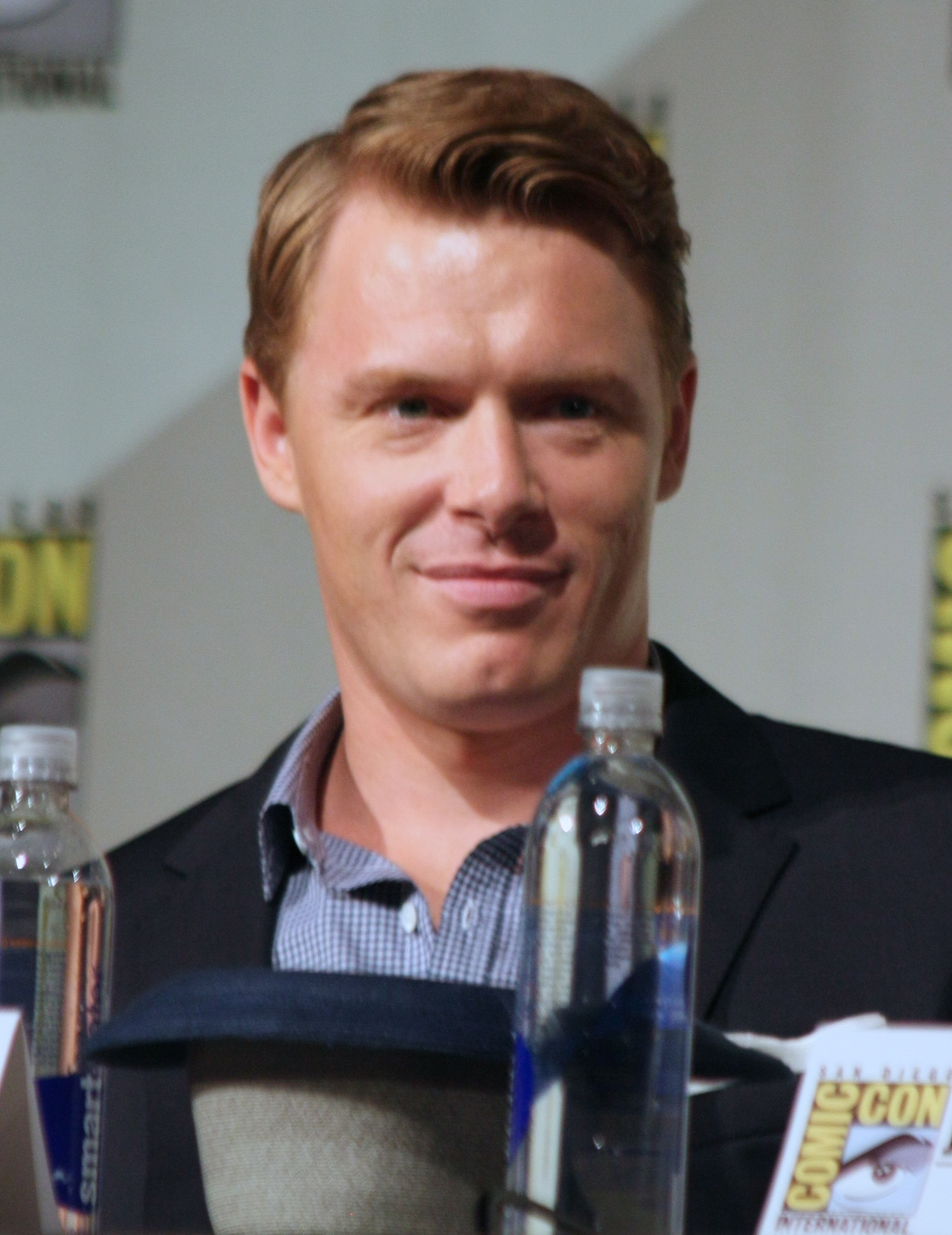
Diego Klattenhoff como el agente Donald Ressler.
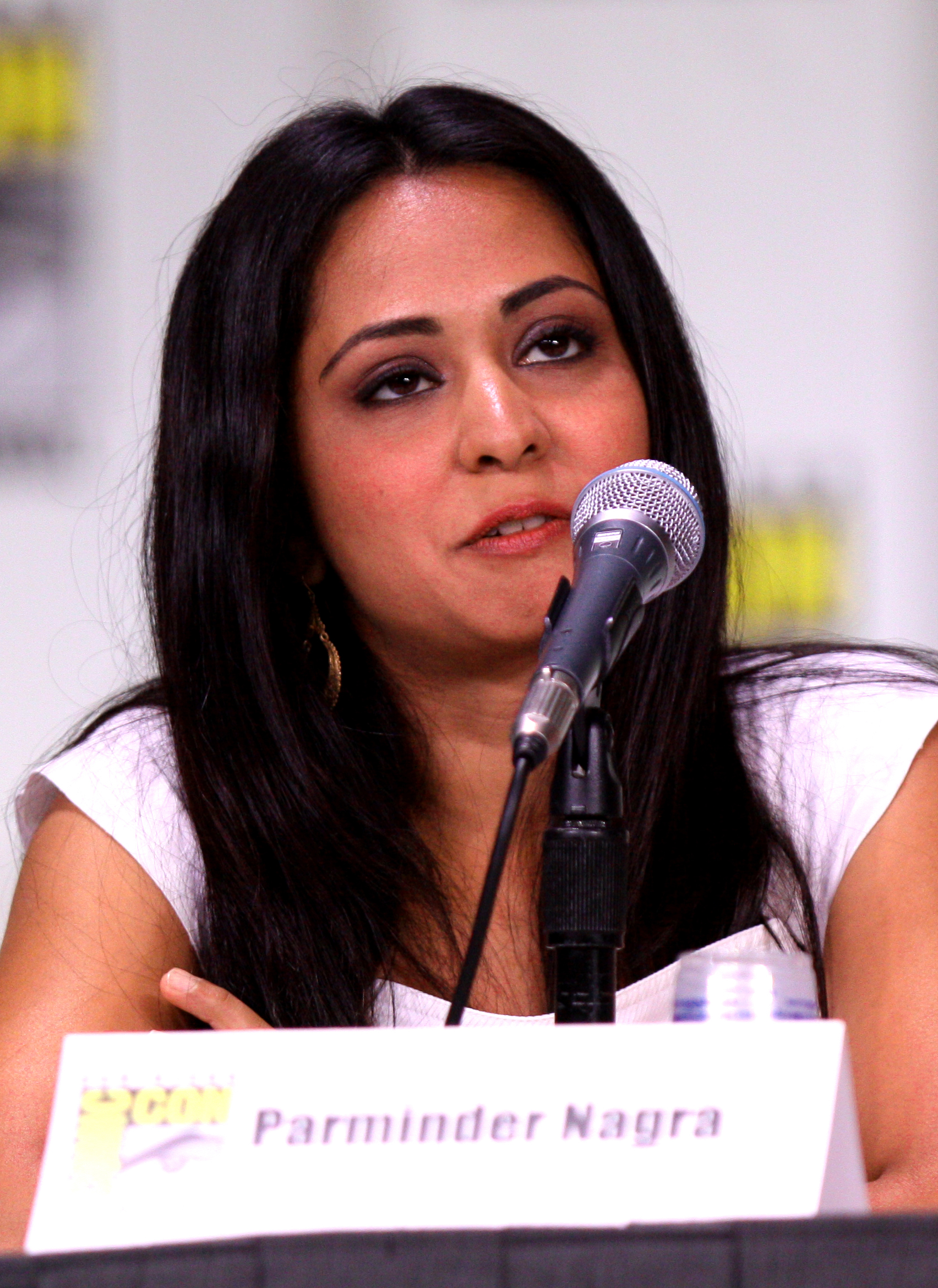
Parminder Nagra como la agente Meera Malik.
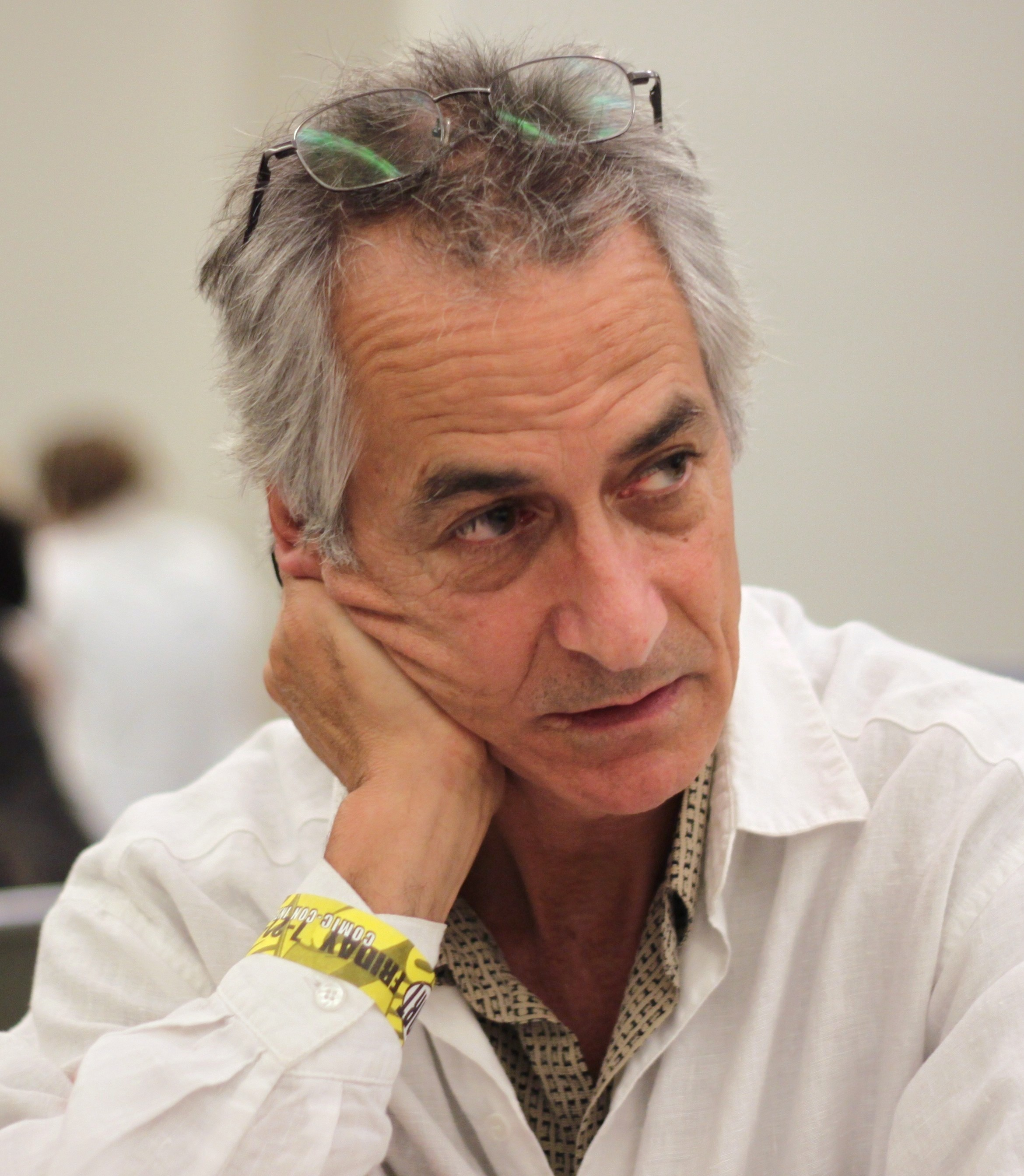
David Strathairn  como el Director de la CIA.

### Filmación
Aunque se sitúa principalmente en Washington D. C., la serie es filmada en Nueva York y sus alrededores, especialmente en el área de Long Beach.

## Emisión

### Emisiones internacionales
En Hispanoamérica, la serie fue estrenada el 25 de septiembre de 2013 por Canal Sony.

## Recepción

### Recepción de la crítica
The Blacklist ha recibido críticas positivas. La serie tiene una puntuación 74/100 en Metacritic, lo que indica críticas favorables.
David Wiegand del San Francisco Chronicle dijo sobre el piloto: "Crees que sabes esta situación y cómo se va a salir, pero hay sorpresas. Sin embargo, totalmente creíble. Giros inesperados a lo largo del episodio del lunes".
Robert Bianco del USA Today comentó: "The Blacklist es una sólida serie criminal en torno a una verdadera estrella de la televisión. Ese es el tipo de serie que las cadenas de televisión deben ser capaces de mantener y con Spader al mando, la NBC lo hará".
Aunque la serie fue exitosa en casi todas sus temporadas, a contar de la 9 y 10, la audiencia cayo en promedio 1,5 millones de espectadores, muchos coinciden en que la salida de Megan Boone, resto atractivo a la trama que se había gestionado en 8 años.

### Audiencias
| Temporada | Horario (ET)                                                                            | Episodios | Primera emisión          | Primera emisión      | Última emisión      | Última emisión       | Ranking | Prom. de espectadores (millones) |
| Temporada | Horario (ET)                                                                            | Episodios | Fecha                    | Audiencia (millones) | Fecha               | Audiencia (millones) | Ranking | Prom. de espectadores (millones) |
| --------- | --------------------------------------------------------------------------------------- | --------- | ------------------------ | -------------------- | ------------------- | -------------------- | ------- | -------------------------------- |
| 1         | Lunes 10:00 p. m.                                                                       | 22        | 23 de septiembre de 2013 | 12.58                | 12 de mayo de 2014  | 10.44                | 6       | 14.95                            |
| 2         | Lunes 10:00 p. m. (eps. 1-8) Domingo 10:38 p. m. (ep. 9) Jueves 9:00 p. m. (eps. 10-22) | 22        | 22 de septiembre de 2014 | 12.34                | 14 de mayo de 2015  | 7.49                 | 14      | 13.76                            |
| 3         | Jueves 9:00 p. m.                                                                       | 23        | 1 de octubre de 2015     | 7.76                 | 19 de mayo de 2016  | 6.88                 | 22      | 11.19                            |
| 4         | Jueves 10:00 p. m.                                                                      | 22        | 22 de septiembre de 2016 | 6.40                 | 18 de mayo de 2017  | 4.92                 | 30      | 9.25                             |
| 5         | Miércoles 8:00 p. m.                                                                    | 22        | 27 de septiembre de 2017 | 6.39                 | 16 de mayo de 2018  | 5.18                 | 42      | 8.41                             |
| 6         | Viernes 9:00 p. m. (eps. 1-19) Viernes 8:00 p. m. (ep. 20-22)                           | 22        | 3 de enero de 2019       | 4.15                 | 17 de mayo de 2019  | 4.46                 | 57      | 6.87                             |
| 7         | Viernes 8:00 p. m.                                                                      | 19        | 4 de octubre de 2019     | 4.05                 | 15 de mayo de 2020  | 4.13                 | 50      | 6.88                             |
| 8         | Viernes 8:00 p. m. (eps. 1-20) Miércoles 10:00 p. m. (ep. 20-22)                        | 22        | 13 de noviembre de 2020  | 3.72                 | 23 de junio de 2021 | 2.24                 | 51      | 5.47                             |
| 9         | Jueves 8:00 p. m. (eps. 1-9) Viernes 8:00 p. m. (ep. 10-22)                             | 22        | 21 de octubre de 2021    | 3.11                 | 27 de mayo de 2022  | 2.82                 | 50      | 4.77                             |
| 10        | Domingo 10:00 p. m.(eps. 1-14) Jueves 8:00 p. m. (ep. 15-22)                            | 22        | 26 de febrero de 2023    | 2.32                 | 13 de julio de 2023 | 2.64                 | 60      | 3.83                             |

### Premios y nominaciones
| Año  | Premio                 | Categoría                          | Nominados     | Resultado |
| ---- | ---------------------- | ---------------------------------- | ------------- | --------- |
| 2014 | People's Choice Awards | Nuevo drama de TV favorito         | The Blacklist | Nominada  |
| 2014 | Premios Globo de Oro   | Mejor actor de serie de TV - Drama | James Spader  | Nominado  |